# Déjà
Déjà var en amerikansk musikduo, ursprungligen bestående av sångarna Curt Jones och Starleana Young från musikgruppen Aurra. Sångerskan Mysti Day ersatte Young år 1989. Déjà hade tre musiksinglar i övre hälften på amerikanska R&B-singellistan Hot Black Singles – "You and Me Tonight", "That's Where You'll Find Me" och "Made to Be Together".

## Diskografi
- Serious (1987)
- Made to Be Together (1989)